# Michael Darragh MacAuley
Michael Darragh MacAuley en Anglais ou  Micheál Mac Amhalaí en irlandais, (né le 21 août 1986 à Ballyroan dans le Comté de Dublin) est un joueur irlandais de football gaélique ; il évolue au poste de milieu et dispute les compétitions inter-comtés sous les couleurs de Dublin.
MacAuley est membre du club de Ballyboden St.Endas avec lequel il a remporté un titre de champion du comté de Dublin en 2009.

## Carrière de joueur

### Inter-comté
Michael Darragh MacAuley effectue des débuts avec la sélection de Dublin en 2009 face à Kerry lors d'un match de NFL, y inscrivant un point décisif dans la victoire des siens face aux vainqueurs du All-Ireland 2008.
Il dispute ses premières minutes en Championship contre Wexford en quart de finale du championnat du Leinster 2010, puis rentre à nouveau en cours de match en demi-finale contre Meath lors d'un match largement perdu par Dublin (0-13/5-09).
Le 10 juillet, Michael connaît sa première titularisation contre Tipperary au second tour du tournoi de qualification 2010, inscrivant par la même occasion son premier but en championnat (1-01). Dublin parvient à se qualifier cette année-là pour la demi-finale du All-Ireland via le tournoi de qualification, s'inclinant finalement contre Cork, un match durant lequel MacAuley inscrira encore un point.
Le 18 septembre 2011, il remporte le All Ireland avec Dublin face à Kerry en finale (1-12/1-11),
En avril 2013, il décroche le titre en National Football League face à Tyrone en finale, avant de remporter son deuxième All-Ireland en septembre de la même année.
Le 8 novembre 2013, il est nommé dans la GAA All Stars team et désigné meilleur joueur de l'année 2013.

## Palmarès

### Collectif
Ballyboden St.Endas
- Championnat de Football Senior de Dublin:
  - Vainqueur (1): 2009

Dublin
- All-Ireland Senior Football Championship
  - Vainqueur (2): 2011, 2013
- Leinster Senior Football Championship:
  - Vainqueur (3): 2011, 2012, 2013
- Ligue Nationale de Football (Div 1):
  - Vainqueur (1): 2013

### Individuel
- 2 All Stars Award (2011, 2013)
- 1 Meilleur joueur de l'année de la GAA (2013)
- 1 Meilleur joueur de l'année du Sunday game (RTE) (2013)